# إيمانتس بودنيكس
إيمانتس بودنيكس مواليد 20 مايو 1941 في ريغا، الجمهورية اللاتفية السوفيتية الاشتراكية، هو دراج لاتفي سابق في صنف سباق الدراجات على المضمار. سبق أن شارك في دورة الألعاب الأولمبية الصيفية وفاز بميدالية أولمبية.

## الميداليات
| الميدالية | المسابقة                       |
| --------- | ------------------------------ |
| فضية      | الألعاب الأولمبية الصيفية 1964 |

## روابط خارجية
- إيمانتس بودنيكس على موقع أرشيف الدراجات (الإنجليزية)
- إيمانتس بودنيكس على موقع اللجنة الأولمبية الدولية (الإنجليزية)
- إيمانتس بودنيكس على موقع أوليمبيديا (الإنجليزية)
- إيمانتس بودنيكسعلى موقع اللجنة الأولمبية اللاتفية (مؤرشف) (اللاتفية)